# Роберт Опенхајмер
Џулијус Роберт Опенхајмер (енгл. Julius Robert Oppenheimer; Њујорк, 22. април 1904 — Принстон, 18. фебруар 1967), амерички физичар и филозоф.
Био је директор Института за напредне студије у Принстону. Познат је по радовима из нуклеарне физике. Године 1936, открио је тип нуклеарних реакција познатих под називом stripping реакције, које су важне при одређивању нуклеарне структуре. Током Другог светског рата био је на челу истраживачког рада за производњу атомске бомбе у Лос Аламосу. После рата негативно се односио према пројекту израде Х-бомбе, па је 1954. оптужен због симпатија према комунизму. Иако су полицијска испитивања доказала његову лојалност САД, ипак му је забрањен приступ поверљивим документима о нуклеарним истраживањима. Иако је остао без директног политичког утицаја, Опенхајмер је наставио да предаје, пише и ради у области физике. Деценију касније, председник Џон Ф. Кенеди му је доделио награду Енрико Ферми, што је био гест политичке рехабилитације. Као научник, Опенхајмер је највише остао запамћен по томе што је био главни оснивач Америчке школе теоријске физике док је био на Универзитету Беркли.

## Радови
- Oppenheimer, J. Robert (1954). Science and the Common Understanding. New York: Simon and Schuster. OCLC 34304713.
- Oppenheimer, J. Robert (1955). The Open Mind. New York: Simon and Schuster. OCLC 297109.
- Oppenheimer, J. Robert (1964). The Flying Trapeze: Three Crises for Physicists. London: Oxford University Press. OCLC 592102.
- Oppenheimer, J. Robert; Rabi, I.I (1969). Oppenheimer. New York: Scribner. OCLC 2729. (posthumous)
- Oppenheimer, J. Robert; Smith, Alice Kimball; Weiner, Charles (1980). Robert Oppenheimer, Letters and Recollections. Cambridge, Massachusetts: Harvard University Press. ISBN 978-0-674-77605-0. OCLC 5946652. (posthumous)
- Oppenheimer, J. Robert; Metropolis, N.; Rota, Gian-Carlo; Sharp, D. H. (1984). Uncommon Sense. Cambridge, Massachusetts: Birkhäuser Boston. ISBN 978-0-8176-3165-9. OCLC 10458715. (posthumous)
- Oppenheimer, J. Robert (1989). Atom and Void: Essays on Science and Community. Princeton, New Jersey: Princeton University Press. ISBN 978-0-691-08547-0. OCLC 19981106. (posthumous)